# 圣伊莱尔佩鲁
圣伊莱尔佩鲁（法語：Saint-Hilaire-Peyroux，法語發音：[sɛ̃t‿ilɛʁ pɛʁu]），法国中南部市镇，位于新阿基坦大区科雷兹省，隶属于蒂勒区，其市镇面积为18.89平方公里，2022年1月1日时人口数量为997人，在法国城市中排名第9,890位。
圣伊莱尔佩鲁位于科雷兹省中部，科雷兹河右岸，因其境内的采石场而闻名，库特拉－蒂勒铁路经过其境内并设有欧巴济讷-圣伊莱尔站。

## 地名来源
“Saint-Hilaire”一名来源于公元四世纪的天主教圣人普瓦捷的依拉略，后者曾担任普瓦捷主教职务；“Peyroux”一名则来源于奥克语单词“Peyra”，意为“石头”，其对应的现代法语为“Pierre”。
法国大革命期间，因“Saint-Hilaire-Peyrou”一名含有宗教色彩，该地曾被共和派更名为“Le Peyrou-Marat”。

## 历史

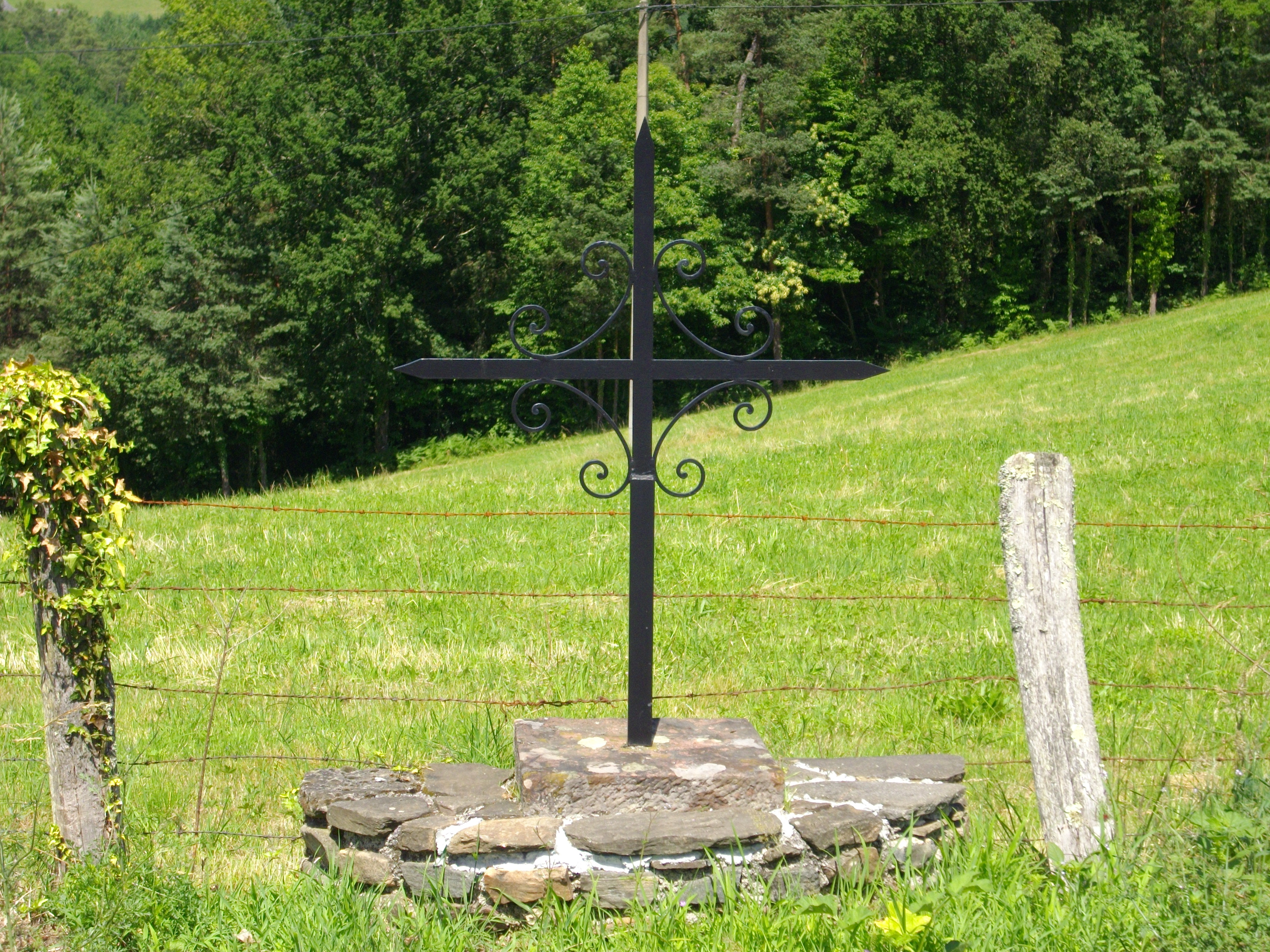
圣伊莱尔佩鲁境内的一处十字架

圣伊莱尔佩鲁始建于中世纪中后期，其早期历史尚不清楚。根据当地官方网站的论述，自13世纪起，当地出现教堂和集市，其集市在16至17世纪时成为这一区域主要的商业贸易场所，德拉塞尔家族（Famille De la Serre）曾在此购买了一处住房。法国大革命后，圣伊莱尔佩鲁成为科雷兹省的一个市镇。1827年7月，一场大火烧毁了圣伊莱尔佩鲁的教堂，后部分恢复，其钟楼则在1891年重新建成。1999年12月，圣伊莱尔佩鲁及附近区域遭遇暴风袭击，造成多处房屋及建筑受到破坏。

## 地理

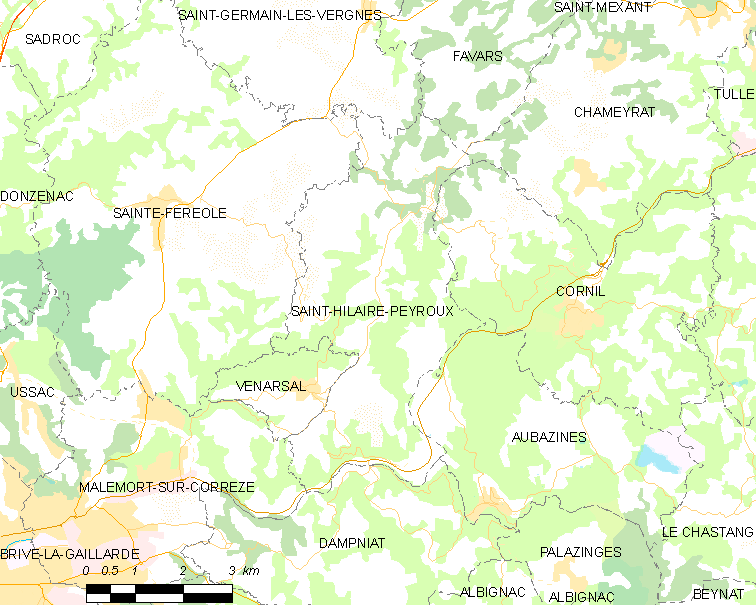
圣伊莱尔佩鲁市镇范围地图

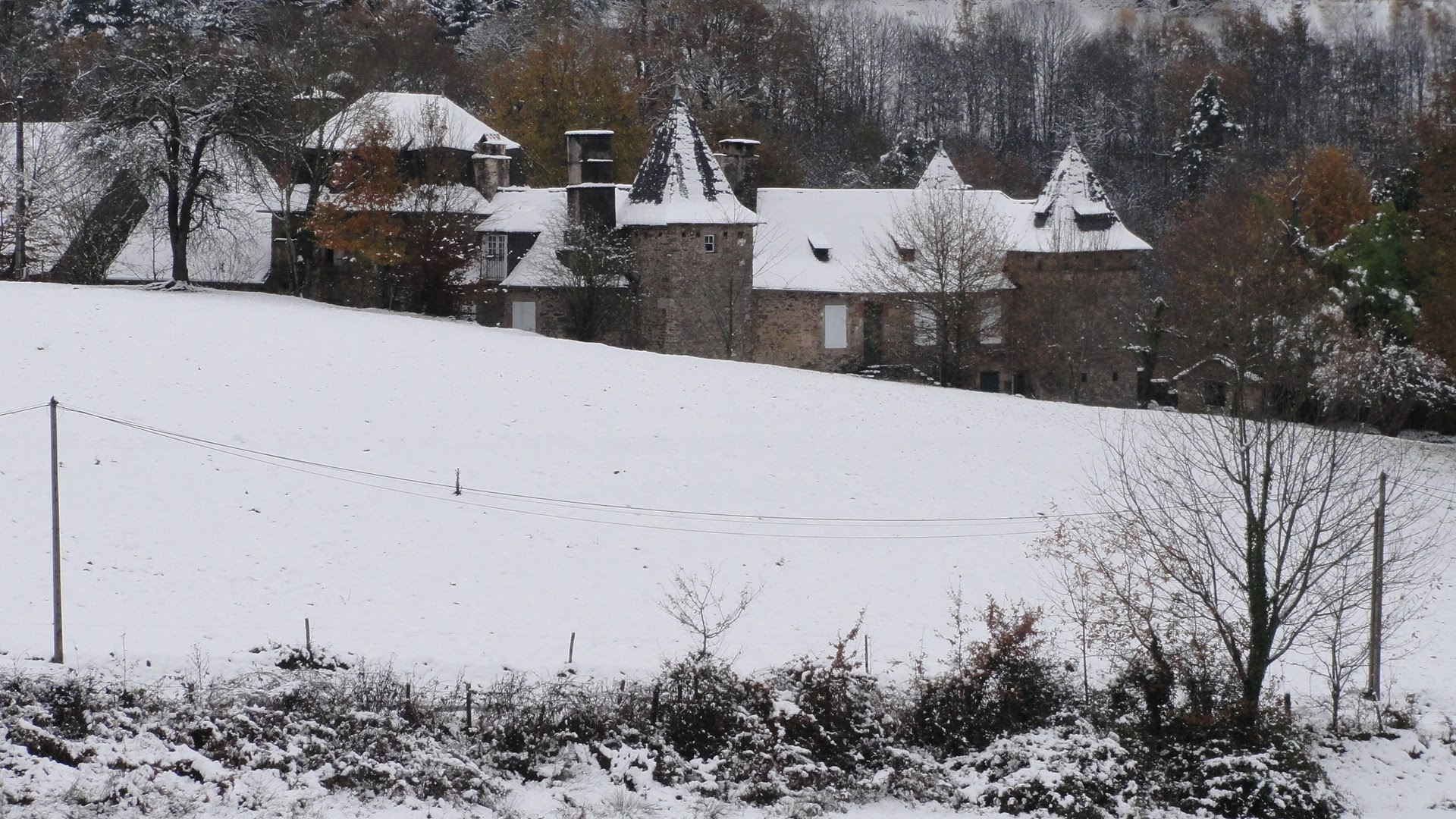
圣伊莱尔佩鲁雪景

圣伊莱尔佩鲁位于法国中南部，新阿基坦大区东北部和科雷兹省中部，距离省会蒂勒大约16公里。与圣伊莱尔佩鲁接壤的市镇包括：欧巴济讷、沙梅拉、法瓦尔、圣费雷奥勒、圣日耳曼莱韦尔涅、圣费雷奥勒、马勒莫尔、科尔尼勒和达尼亚。

### 地形
圣伊莱尔佩鲁位于法国中央高原西部腹地，境内以丘陵为主，市镇中心位于一处山谷内，部分区域起伏明显，全境海拔在120到447米之间。

### 水文
圣伊莱尔佩鲁属于加龙河水系，科雷兹河干流自东向西流经境内，其右岸支流法兰西溪（ruisseau Français）则流经镇中心附近。

### 植被
圣伊莱尔佩鲁属于温带阔叶混交林区，林地广泛分布于河流附近及山地地区。
在鲜花城市的评比中，圣伊莱尔佩鲁被评为1星级鲜花城市。

### 气候
圣伊莱尔佩鲁在柯本气候分类法中属于温带海洋性气候。
距离圣伊莱尔佩鲁最近的常年气象站位于蒂勒境内，以下为该气象站的数据（其中日照数据取自布里夫拉盖亚尔德拉罗什气象站）：
| 蒂勒 1981年－2019年 | 蒂勒 1981年－2019年 | 蒂勒 1981年－2019年 | 蒂勒 1981年－2019年 | 蒂勒 1981年－2019年 | 蒂勒 1981年－2019年 | 蒂勒 1981年－2019年 | 蒂勒 1981年－2019年 | 蒂勒 1981年－2019年 | 蒂勒 1981年－2019年 | 蒂勒 1981年－2019年 | 蒂勒 1981年－2019年 | 蒂勒 1981年－2019年 | 蒂勒 1981年－2019年 |
| 月份                | 1月                 | 2月                 | 3月                 | 4月                 | 5月                 | 6月                 | 7月                 | 8月                 | 9月                 | 10月                | 11月                | 12月                | 全年                |
| ------------------- | ------------------- | ------------------- | ------------------- | ------------------- | ------------------- | ------------------- | ------------------- | ------------------- | ------------------- | ------------------- | ------------------- | ------------------- | ------------------- |
| 历史最高温 °C（°F） | 18.1 (64.6)         | 24.8 (76.6)         | 27 (81)             | 30.1 (86.2)         | 34 (93)             | 40 (104)            | 40 (104)            | 40.5 (104.9)        | 35.5 (95.9)         | 30.6 (87.1)         | 25.8 (78.4)         | 20.2 (68.4)         | 40.5 (104.9)        |
| 平均高温 °C（°F）   | 8.4 (47.1)          | 10.4 (50.7)         | 14.2 (57.6)         | 17 (63)             | 21 (70)             | 24.6 (76.3)         | 27 (81)             | 26.8 (80.2)         | 22.9 (73.2)         | 18.3 (64.9)         | 12 (54)             | 8.8 (47.8)          | 17.6 (63.7)         |
| 日均气温 °C（°F）   | 4.3 (39.7)          | 5.4 (41.7)          | 8.4 (47.1)          | 10.9 (51.6)         | 14.7 (58.5)         | 18 (64)             | 20.3 (68.5)         | 20 (68)             | 16.4 (61.5)         | 13 (55)             | 7.6 (45.7)          | 4.8 (40.6)          | 12 (54)             |
| 平均低温 °C（°F）   | 0.3 (32.5)          | 0.5 (32.9)          | 2.6 (36.7)          | 4.9 (40.8)          | 8.5 (47.3)          | 11.5 (52.7)         | 13.5 (56.3)         | 13.1 (55.6)         | 9.8 (49.6)          | 7.6 (45.7)          | 3.2 (37.8)          | 0.9 (33.6)          | 6.4 (43.5)          |
| 历史最低温 °C（°F） | −21 (−6)            | −16.1 (3.0)         | −13 (9)             | −7 (19)             | −2 (28)             | −0.5 (31.1)         | 4.7 (40.5)          | 2 (36)              | 0 (32)              | −5.4 (22.3)         | −10 (14)            | −15.5 (4.1)         | −21 (−6)            |
| 平均降水量 mm（）   | 111.5 (4.39)        | 95.3 (3.75)         | 94.6 (3.72)         | 111.2 (4.38)        | 107.6 (4.24)        | 84 (3.3)            | 79.8 (3.14)         | 78.2 (3.08)         | 101.1 (3.98)        | 120.5 (4.74)        | 122.8 (4.83)        | 123.3 (4.85)        | 1,229.9 (48.42)     |
| 月均日照時數        | 91.1                | 113.3               | 169.6               | 177.5               | 215.1               | 241.1               | 256.3               | 241.3               | 200.3               | 137.4               | 85.2                | 79.5                | 2,007.7             |
| 来源：infoclimat.fr |                     |                     |                     |                     |                     |                     |                     |                     |                     |                     |                     |                     |                     |

## 行政区划
圣伊莱尔佩鲁是法国新阿基坦大区科雷兹省的一个市镇，编号为19211。圣伊莱尔佩鲁隶属于蒂勒区、科雷兹省第一选区以及纳沃县，同时也是蒂勒城市圈公共社区的组成部分。
法国国家统计与经济研究所（简称）在进行数据统计时，未将圣伊莱尔佩鲁划入任何城市核心区及城市区（）内。自2020年起，圣伊莱尔佩鲁被划入包含43个市镇的蒂勒城市辐射区内。此外，还将圣伊莱尔佩鲁市镇整体看作一个“块区”（IRIS），以便于统计人口分布情况。

## 交通

### 公路
科雷兹省省道D1线、D70线、D141线和D1089线在圣伊莱尔佩鲁境内交汇。
| 19.1 | 10 |

| 蒂勒 | 16 |

| 布里夫 | 17 |

| 贝纳 | 22 |

2018年，77.3%的圣伊莱尔佩鲁家庭拥有至少一辆私人汽车。2018年，圣伊莱尔佩鲁境内共发生各类交通事故1起，造成4人受伤。

### 铁路
圣伊莱尔佩鲁位于库特拉－蒂勒铁路上，该铁路历史上为里昂—波尔多铁路的组成部分，现为一条地方性的铁路。欧巴济讷-圣伊莱尔站位于市区南部，科雷兹河右岸，该站停靠往返于布里夫拉盖亚尔德和于塞勒一线的区域列车。

### 航空
距离圣伊莱尔佩鲁最近的民用航空站为布里夫机场，距离圣伊莱尔佩鲁市中心的公路里程约40公里。

### 城市公共交通
截至2022年5月，圣伊莱尔佩鲁暂无城市公共交通系统。

## 政治

### 市政内阁

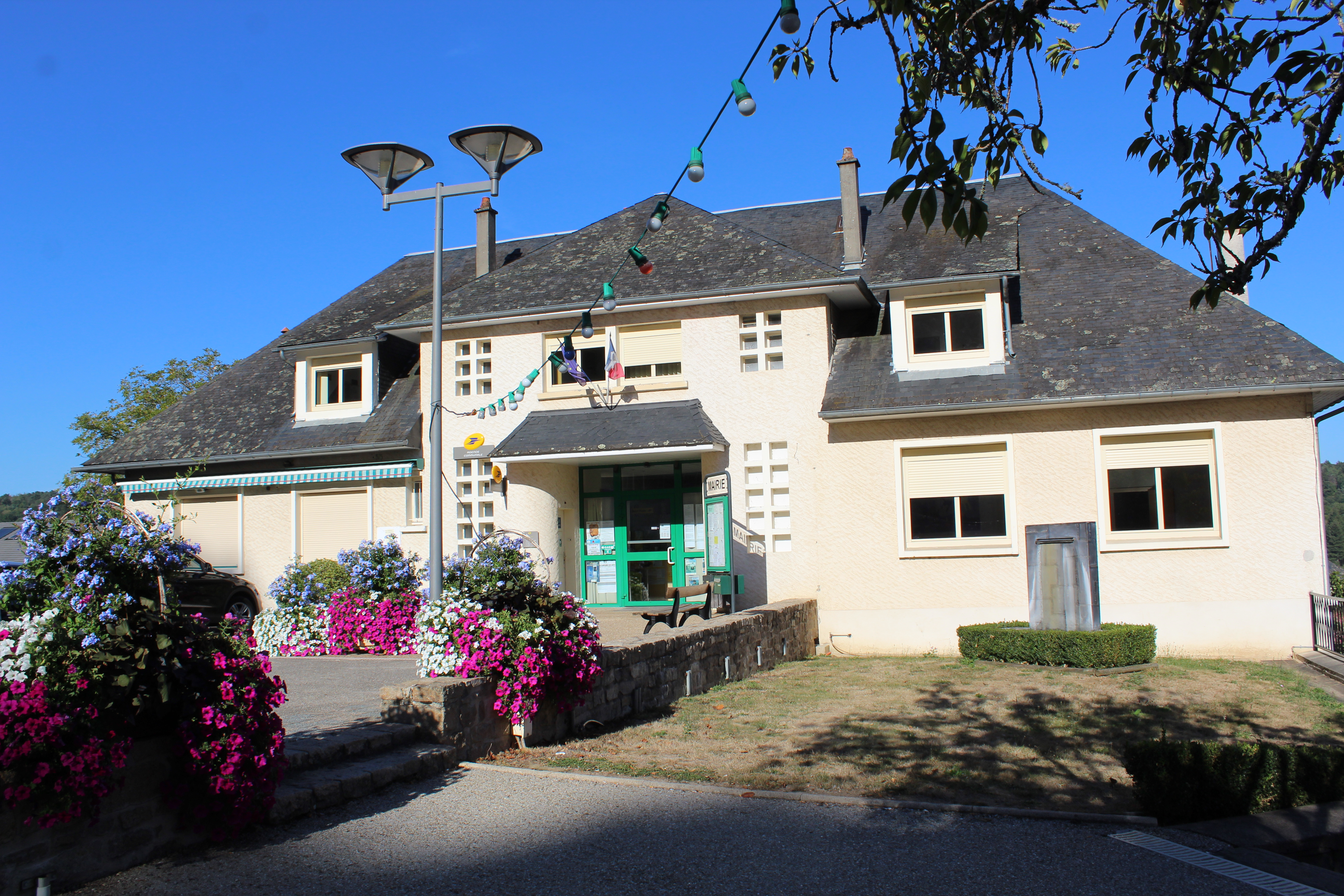
圣伊莱尔佩鲁市政厅

圣伊莱尔佩鲁的现任市长为阿涅丝·布尔女士（Agnès BOURG），她是一名左翼无党派人士，自2020年10月起担任，其前任让-克洛德·佩拉马尔先生（Jean-Claude PEYRAMARD）在2020年的市政选举中获得了100%的支持率（无其他候选人），他在其任期内逝世。
| 圣伊莱尔佩鲁历届市长 | 圣伊莱尔佩鲁历届市长                     | 圣伊莱尔佩鲁历届市长 |
| 任期                 | 市长                                     | 党派                 |
| -------------------- | ---------------------------------------- | -------------------- |
| 1944年－1959年       | Germain BERNADIE 日耳曼·贝尔纳迪         | 不详                 |
| 1959年－1983年       | Antoine ROL 安托万·罗尔                  | 不详                 |
| 1983年－1993年       | René MAURY 勒内·莫里                     | PS社会党             |
| 1993年－2020年       | Jean-Claude PEYRAMARD 让-克洛德·佩拉马尔 | PS社会党             |
| 2020年－             | Agnès BOURG 阿涅丝·布尔                  | DVG左翼无党派人士    |

### 各级选举
| 圣伊莱尔佩鲁历届投票选举结果 | 圣伊莱尔佩鲁历届投票选举结果 | 圣伊莱尔佩鲁历届投票选举结果 | 圣伊莱尔佩鲁历届投票选举结果 | 圣伊莱尔佩鲁历届投票选举结果     | 圣伊莱尔佩鲁历届投票选举结果 | 圣伊莱尔佩鲁历届投票选举结果 | 圣伊莱尔佩鲁历届投票选举结果 | 圣伊莱尔佩鲁历届投票选举结果 | 圣伊莱尔佩鲁历届投票选举结果 |
| 选举项目                     | 选举范围                     | 选区单位                     | 选举结果                     | 选举结果                         | 选举结果                     | 选举结果                     | 选举结果                     | 选举结果                     | 参考资料                     |
| 选举项目                     | 选举范围                     | 选区单位                     | 第一轮胜出者                 | 第一轮胜出者                     | 支持率                       | 第二轮胜出者                 | 第二轮胜出者                 | 支持率                       | 参考资料                     |
| ---------------------------- | ---------------------------- | ---------------------------- | ---------------------------- | -------------------------------- | ---------------------------- | ---------------------------- | ---------------------------- | ---------------------------- | ---------------------------- |
| 2017年法國總統選舉           | 法國                         | 市镇                         |                              | 埃马纽埃尔·马克龙                | 28.29%                       |                              | 埃马纽埃尔·马克龙            | 68.77%                       | [ 17 ]                       |
| 2017年法国立法选举           | 科雷兹省第一选区             | 市镇                         |                              | 克里斯托夫·热尔蒂                | 29.21%                       |                              | 贝尔纳·孔布                  | 55.4%                        | [ 17 ]                       |
| 2019年欧洲议会选举           | 法國                         | 市镇                         |                              | 若尔当·巴尔代拉                  | 18.69%                       | （不适用）                   | （不适用）                   | （不适用）                   | [ 20 ]                       |
| 2021年法国省级选举           | 科雷兹省                     | 县                           |                              | 埃米丽·布什泰伊 让-弗朗索瓦·拉巴 | 68.29%                       | （不适用）                   | （不适用）                   | （不适用）                   | [ 21 ]                       |
| 2021年法国省级选举           | 科雷兹省                     | 市镇                         |                              | 埃米丽·布什泰伊 让-弗朗索瓦·拉巴 | 59.07%                       | （不适用）                   | （不适用）                   | （不适用）                   | [ 21 ]                       |
| 2021年法国大区选举           |                              | 市镇                         |                              | 阿兰·鲁塞                        | 43.52%                       |                              | 阿兰·鲁塞                    | 50.93%                       | [ 22 ]                       |
| 2022年法国总统选举           | 法國                         | 市镇                         |                              | 玛丽娜·勒庞                      | 23.75%                       |                              | 埃马纽埃尔·马克龙            | 54.2%                        | [ 17 ]                       |

## 人口
2020年，圣伊莱尔佩鲁市镇人口数量为1,009，在法国排名第9,890位。其中男性497人，女性507人，75岁及以上人口占8.2%，外籍人口数量为18人，人口密度为53人/平方公里，当地居民被称为（男性）或（女性）。2020年，圣伊莱尔佩鲁境内出生11人，死亡人口9人。
| 圣伊莱尔佩鲁1901年－2020年人口变化情况 |
|                                        |
| 数据来源：Cassini、INSEE               |

## 经济

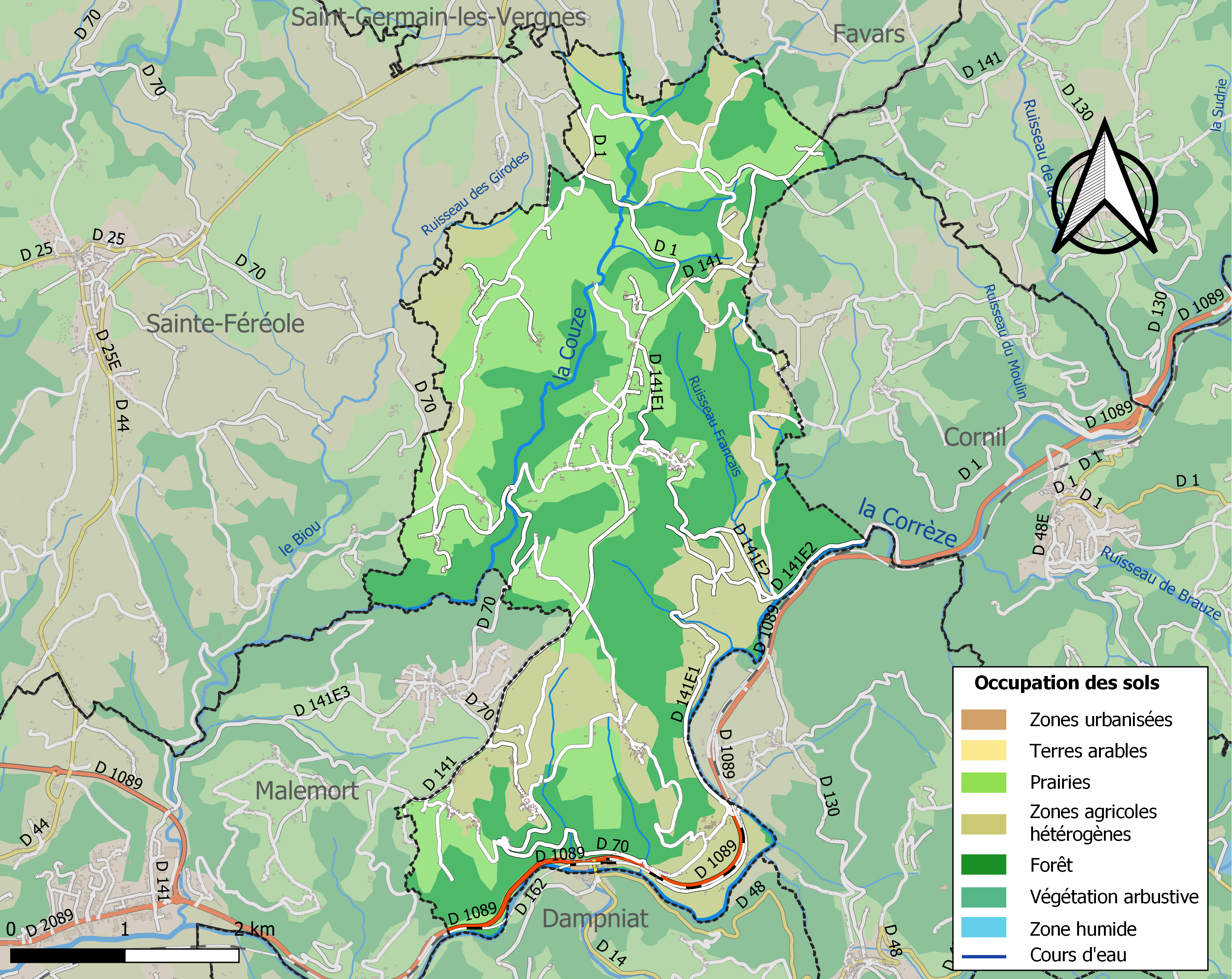
圣伊莱尔佩鲁土地利用情况地图

截止2022年5月，圣伊莱尔佩鲁市镇范围内共有各类用人单位（包含自雇）159家，平均历史为18年，均为中小型企业（PME），2022年3月至5月间，当地的经济活力指数为1.26%。（机械）是当地2020年营业额最高的企业，为55,765欧元。

## 财政与居民收入
2020年，圣伊莱尔佩鲁的财政收入总额为627,620欧元，财政支出总额为493,890欧元，当年的债务总额为647,490欧元。2021年，圣伊莱尔佩鲁共获得160,778欧元的国家财政补助，比上一年增加了0.31%。
2020年，圣伊莱尔佩鲁的家庭平均月收入总额为2,416欧元，高于法国平均水平（2,303欧元）。
2018年，圣伊莱尔佩鲁境内的青壮年（15至64岁）失业率为10.1%，当地53%的家庭拥有纳税资格，平均纳税3,133欧元，低于法国平均水平（3,910欧元）。

## 社会事务

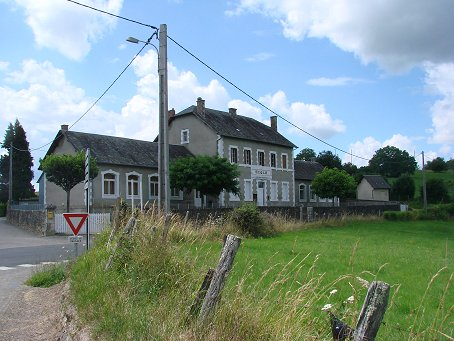
圣伊莱尔佩鲁的一所学校

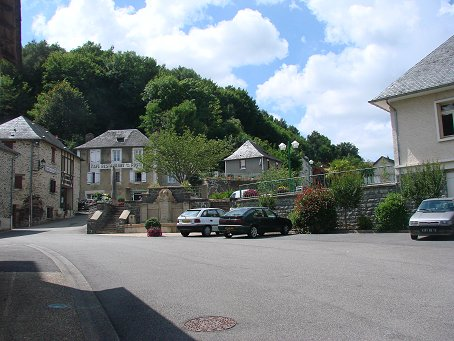
圣伊莱尔佩鲁镇中心

### 教育
圣伊莱尔佩鲁属于利摩日学区。截止2020年1月1日，圣伊莱尔佩鲁境内有1所小学。

### 医疗
截止2020年1月1日，圣伊莱尔佩鲁境内共有全科医生1名、牙医1名和护士2名。境内暂无药房、养老院和残疾人帮扶中心。
距离圣伊莱尔佩鲁最近的区域性医疗机构为科雷兹之心中心医院（Centre hospitalier Coeur de Corrèze），其主病区位于蒂勒市区，距离圣伊莱尔佩鲁市区的正常车程约20分钟，设有床位379个，是当地规模最大的公立综合性医院。

### 住房
2018年，圣伊莱尔佩鲁境内共有各类住房502套，其中91.6%为独立式居民区，7.6%为集中式居民区。常住房屋占圣伊莱尔佩鲁市镇范围内居民建筑总量的84.9%。
在住房保障政策方面，2020年，圣伊莱尔佩鲁境内共有37户家庭获得了住房经济补助，受益人数占总人口数量的3.7%，其中28份为房租补助。

### 商业
2019年，圣伊莱尔佩鲁境内共有各类实体商铺20家，其中餐厅2家、汽车维修店1家。

### 体育
2020年，圣伊莱尔佩鲁境内有1处足球或橄榄球场。
截至2022年5月，圣伊莱尔-沃纳尔萨勒友谊足球俱乐部（Club de Football Amicale Saint Hilaire Venarsal，编号527855）是当地唯一的注册足球俱乐部，其主队2021至2022赛季参加科雷兹省足球联赛乙组（法国第十级别），其主场为贝莱尔球场（Stade de Bel Air）。

### 环境
圣伊莱尔佩鲁的环境事务由其所属的蒂勒城市圈公共社区负责。2019年，圣伊莱尔佩鲁境内暂无污染企业。

### 治安
圣伊莱尔佩鲁所在地是于塞勒国家宪兵队（zone gendarmerie d'Ussel）的管辖范围。2020年，该宪兵队辖区内共121个市镇累计发生各类案件1,183起，其中盗窃类案件464起，经济类案件278起，毒品交易类案件86起。

## 文化
2020年，圣伊莱尔佩鲁境内暂无任何文化设施。

### 建筑
圣伊莱尔佩鲁境内有多处历史建筑，其中普瓦捷的圣依拉略教堂（Église Saint-Hilaire-de-Poitiers de Saint-Hilaire-Peyroux）是当地的地标性建筑物。

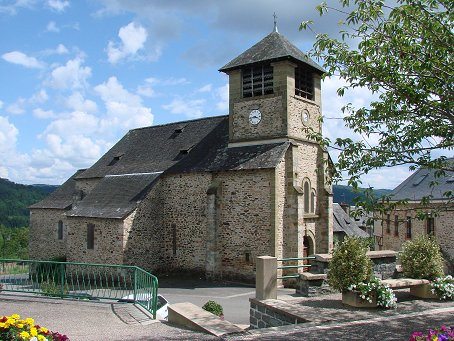
普瓦捷的圣依拉略教堂
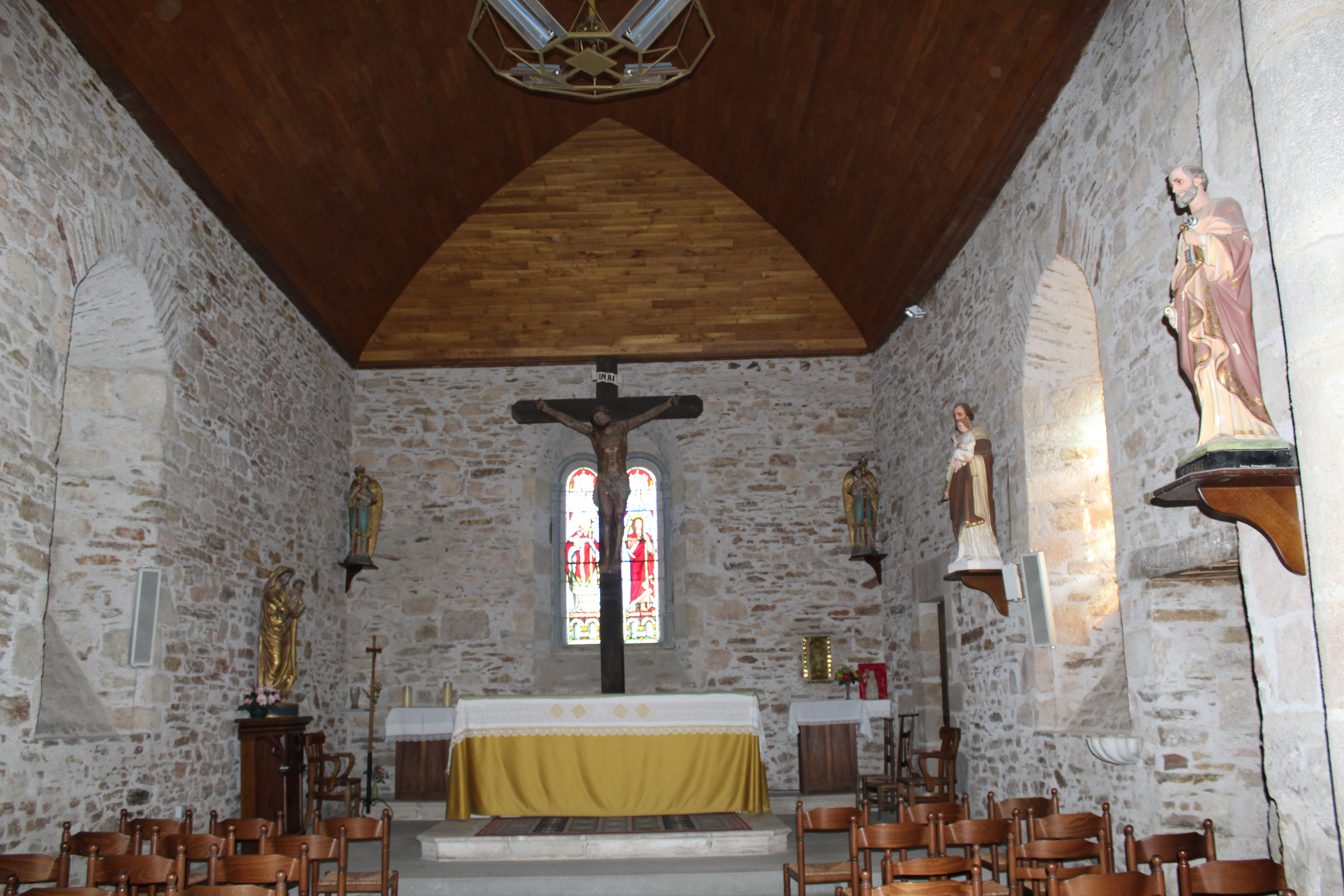
教堂大厅
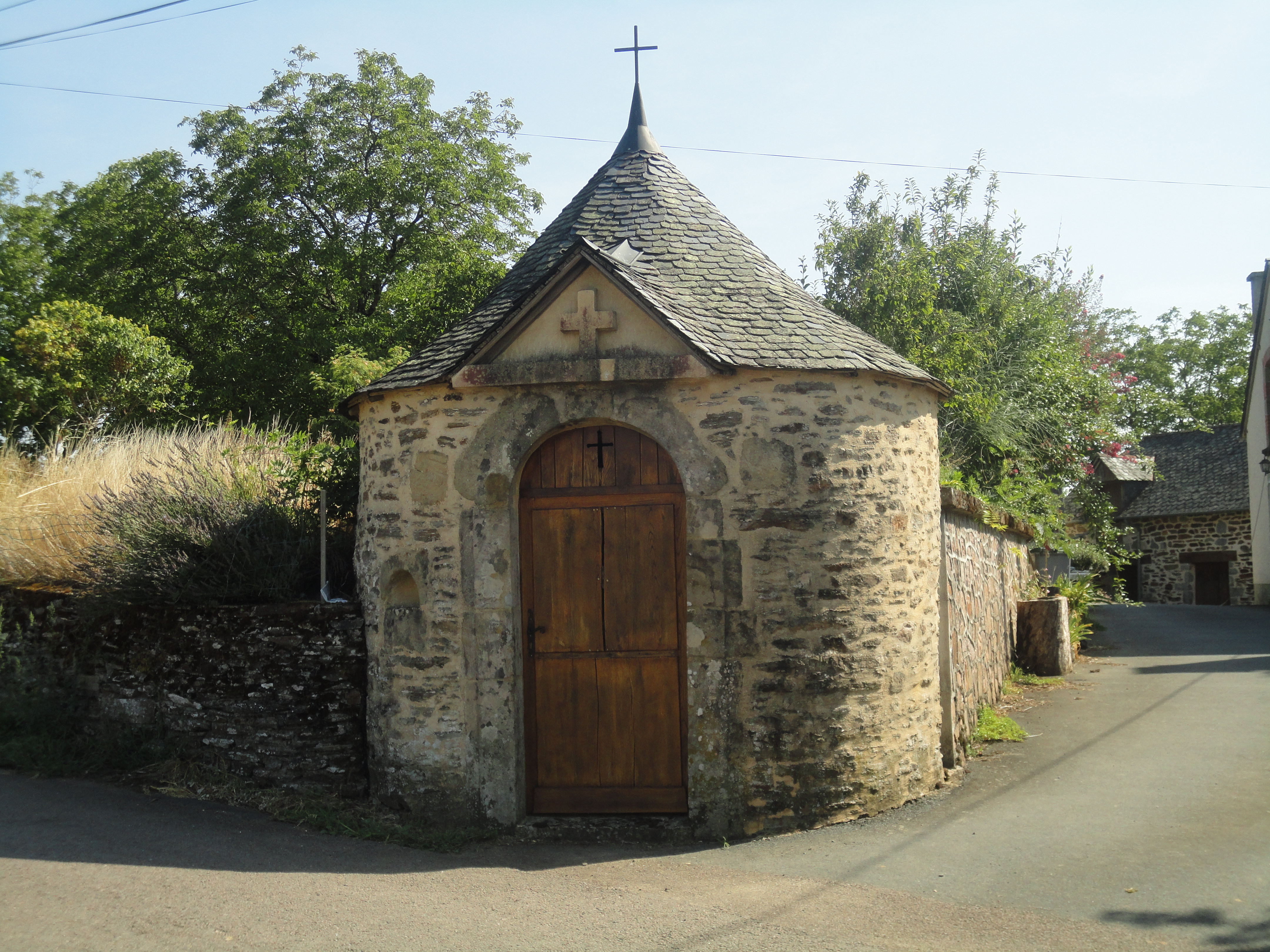
富热尔小教堂
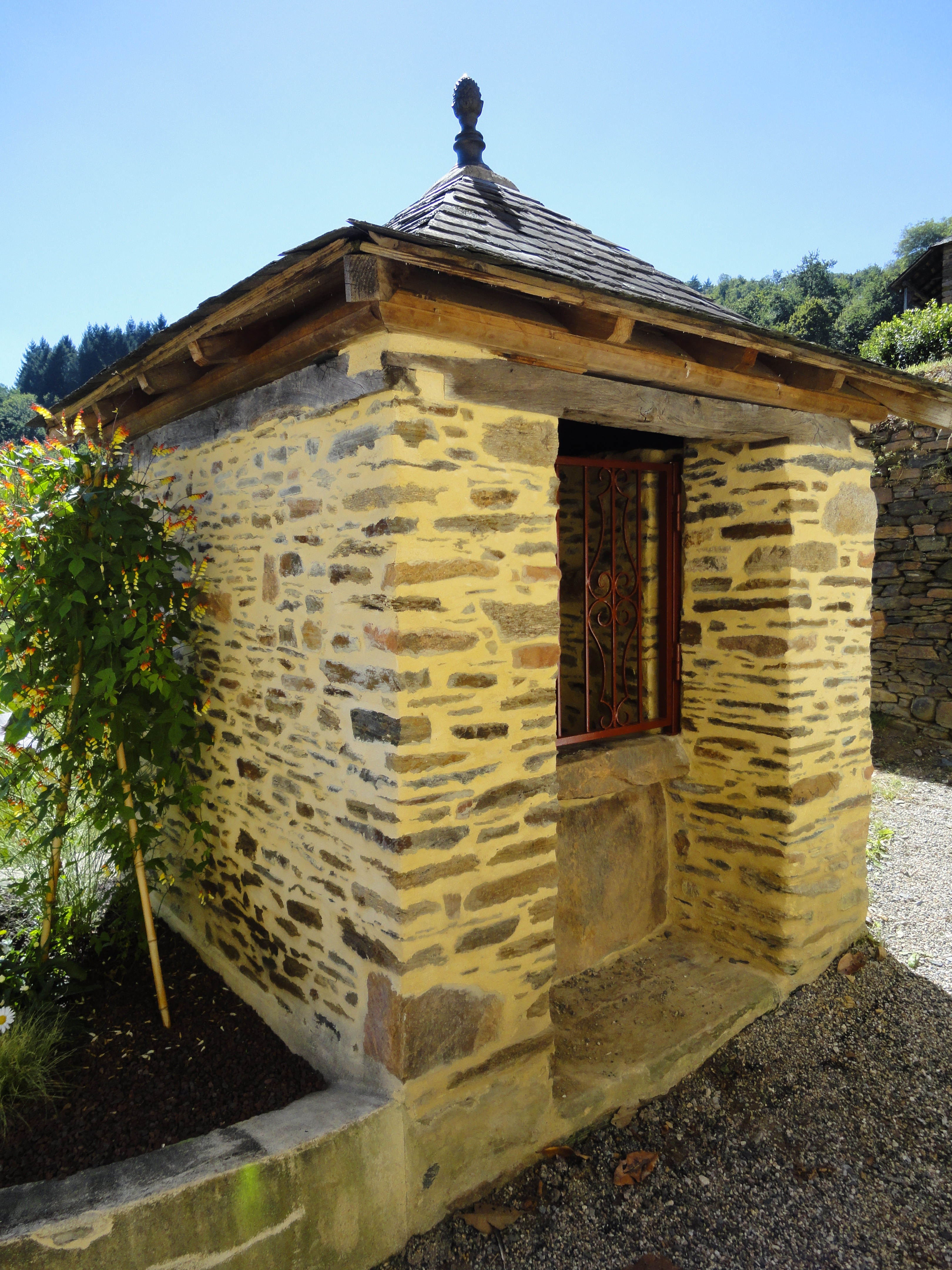
古井
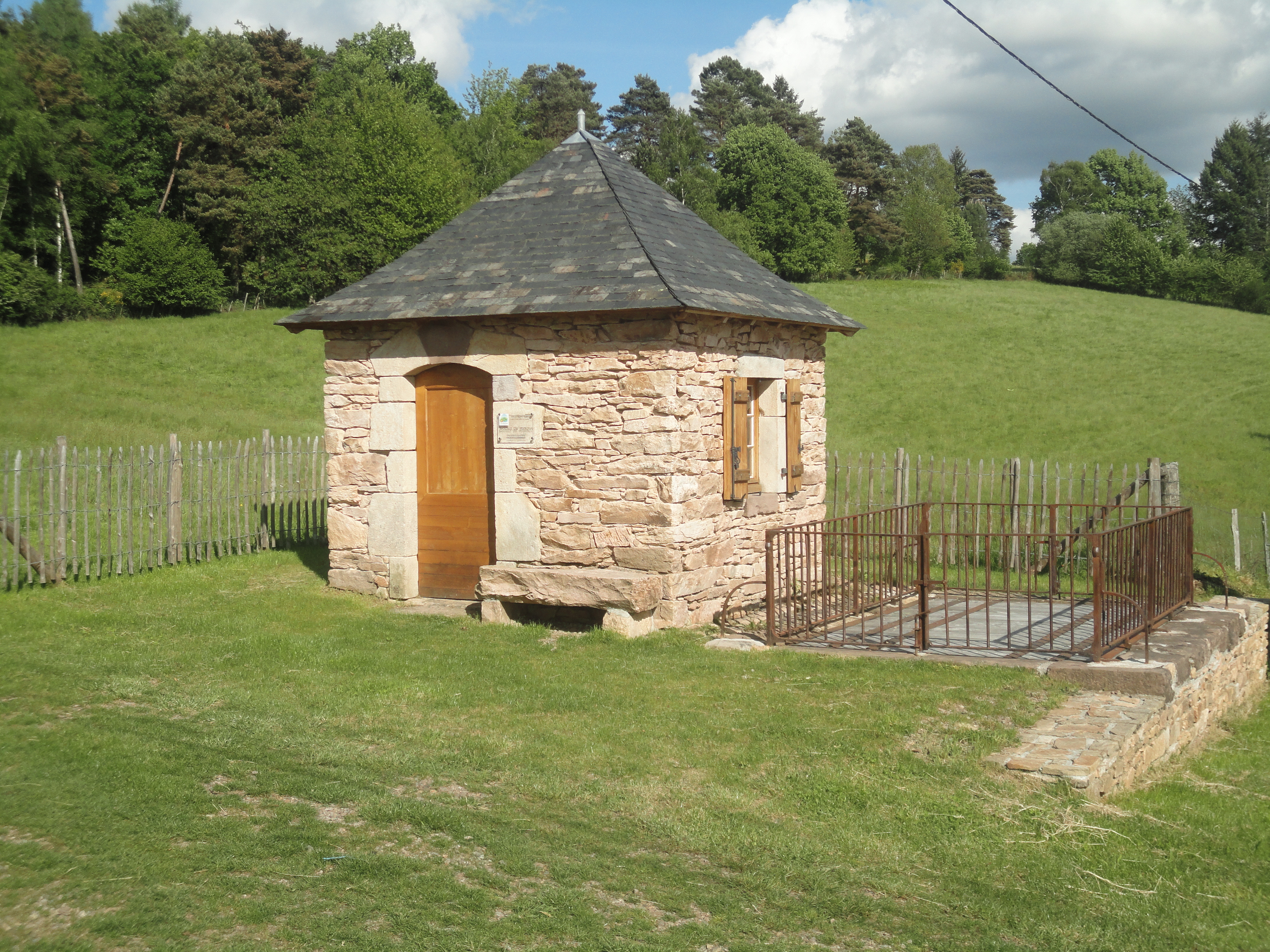
水泵
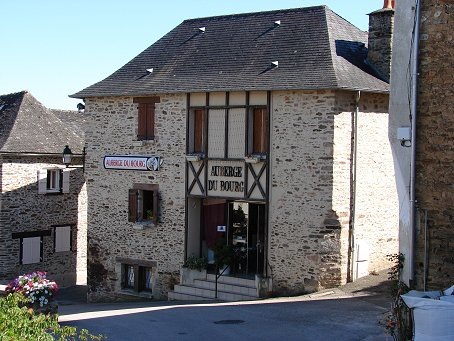
民居
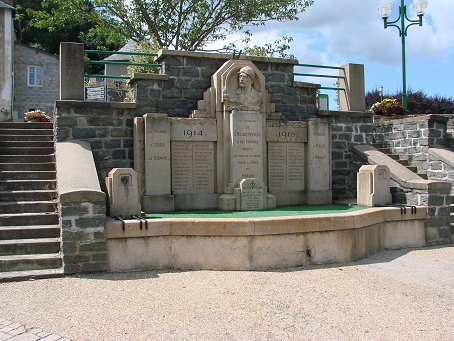
烈士纪念碑

### 旅游
圣伊莱尔佩鲁的旅游事务由其所属的蒂勒城市圈公共社区负责。2021年，圣伊莱尔佩鲁境内共有1个露营地，可容纳共15辆露营车。

### 媒体
法国主要的媒体均可在圣伊莱尔佩鲁接收，法国电视三台下属的新阿基坦大区频道在部分时段播出圣伊莱尔佩鲁所在科雷兹省的地方新闻。《山地报》、蓝色法兰西利穆赞广播等是当地主要的地方性媒体。

## 友好城市
截至2022年5月，圣伊莱尔佩鲁共与一座城市互为友好城市关系：
- 德国 Schopfloch